# 葉紹洛夫卡
48°2′52″N 39°1′28″E / 48.04778°N 39.02444°E
叶绍洛夫卡（羅馬化：Yesaulovka），或按乌克兰语译作奥萨武利夫卡（羅馬化：Osavulivka），是烏克蘭東部的盧甘斯克州羅韋尼基區的安特拉齊特市鎮的鎮。該鎮始建於1777年，面積4.63平方公里，海拔高度81米，2013年人口1,462，人口密度每平方公里315.77人。
该市级镇作为安特拉齐特区的一部分，自2014年以来处于卢甘斯克人民共和国的控制之下。因此该市级镇仍实际上隶属于已被乌克兰政府废除的安特拉齐特区。